# Anolis tenorioensis
Espèce
Synonymes
- Norops tenorioensis (Köhler, 2011)

Anolis tenorioensis est une espèce de sauriens de la famille des Dactyloidae. 

## Répartition
Cette espèce est endémique du Costa Rica. Elle se rencontre sur le volcan Tenorio.

## Étymologie
Son nom d'espèce, composé de tenorio et du suffixe latin -ensis, « qui vit dans, qui habite », lui a été donné en référence au lieu de sa découverte.

## Publication originale
- Köhler, 2011 : A new species of anole related to Anolis altae from Volcán Tenorio, Costa Rica (Reptilia, Squamata, Polychrotidae). Zootaxa, no 3120, p. 29-42.